# 小原適
小原 適（おはら ただし）は、幕末の日本の武士（大垣藩士）、明治時代の政治家。位階勲等及び爵位は正五位勲四等男爵。
「適」は「迪」と書かれる場合もある。

## 生涯
天保13年（1842年）2月26日、大垣藩の執政である上田能重の長男として生まれ、父の実兄である藩老の小原鉄心の婿養子となる。慶応3年（1867年）幕命により藩兵を率いて大坂に上り、翌慶応4年（1868年）鳥羽・伏見の戦いで新政府軍と戦う。戦後、官軍に抗した罪により禁固されるも、新政府軍に参加した大垣藩の戊辰戦争の功績によりその罪を許された。明治2年（1869年）公議人に選ばれる。同年大垣藩少参事。明治3年（1870年）和歌山県権参事。明治4年（1871年）欧州に留学。1892年（明治25年）岐阜県選出の衆議院議員となる。1900年（明治33年）父鉄心の明治維新への功績により男爵に叙され、1904年（明治37年）7月10日、貴族院男爵議員となり死去するまで在任した。
旧主家の戸田伯爵家の顧問、第百二十九国立銀行（大垣共立銀行）の重役も務めた。
1910年（明治43年）4月9日、急性肺炎により京都で死去。享年69。

## 家系
小原家は、武蔵鯨井で戸田一西に召し出された忠豊を初代とする。その祖先は北畠親房の三男顕能とするが、系譜は定かではない。2代忠顕は、元和8年（1622年）に父の100石を相続し、藩主戸田氏鉄、氏信に仕えて組頭、城代に累進し禄高750石となり、小原家は代々組頭、城代を輩出する家柄となった。3代忠珍は、大垣藩が幕府より近江国、飛騨国の検地を命じられると、検地の総奉行を務めた。4代忠辰は、忠珍の婿養子として迎えられる。5代能右は、氏定、氏長、氏英、氏教の4代の藩主に仕え、城代を務めて明和8年（1771年）に100石の加増を受ける。能右に子がなく家名断絶するところ、代々功績のある家柄を考慮され、藩士戸田義泰の四男能令が家名を相続した。6代能令は、先代の100石の加増を辞退。城代を務めるも、職務上の不始末により350石の減知を受け城代を罷免される。その後許され、100石の加増を受け家禄500石となった。その子の7代忠行が適の祖父で、その長男が8代忠寛（鉄心）、次男で適の実父の能重は、母の実家の上田家を相続した。

## 栄典
- 1900年（明治33年）5月9日 - 男爵[3]

## 親族
- 長男の小原駩吉は、宮内省工匠頭、貴族院議員を務めた。長女の鉄は、南満州鉄道社長野村龍太郎の妻になった。実弟の上田肇は、俳人上田聴秋として知られる。